# Desfalc
Desfalc o malversament de fons econòmics és el fet d'apropiar-se il·legalment de part dels valors o fons que han estat confiats a una persona per raó del seu càrrec dins l'empresa que s'ha vist perjudicada.
És un delicte equiparat a una estafa i penat per les lleis segons la seva gravetat.
En Dret, un desfalc ha d'ésser intencionat i sense autorització.